# Бинджай
Бинджай (индон. Binjai) — город в Индонезии, расположенный на территории провинции Северная Суматра. Территория города выделена в самостоятельную административную единицу — муниципалитет. Город является частью агломерации Большого Медана.

## Географическое положение
Город находится в северо-западной части провинции, на севере острова Суматра, на высоте 55 метров над уровнем моря.

Бинджай расположен на расстоянии приблизительно 5-10 километров к западу от Медана, административного центра провинции. Основным источником водоснабжения являются воды протекающих через город рек Бингай и Менчирим.

## Административное деление
Территория муниципалитета Бинджай подразделяется на пять районов (kecamatan), которые в свою очередь делятся на 37 сельских поселений (kelurahan).

## Население
Бинджай — многонациональный город. В этническом составе населения представлены яванцы, батаки, китайцы, индийцы и малайцы. Большинство верующих — мусульмане. По данным официальной переписи 2010 года, население составляло 235 450 человек.
Динамика численности населения города по годам:
| 1990    | 2000    | 2005    | 2010    | 2012    |
| ------- | ------- | ------- | ------- | ------- |
| 127 184 | 189 766 | 222 299 | 235 450 | 245 574 |